# 半岛修道院

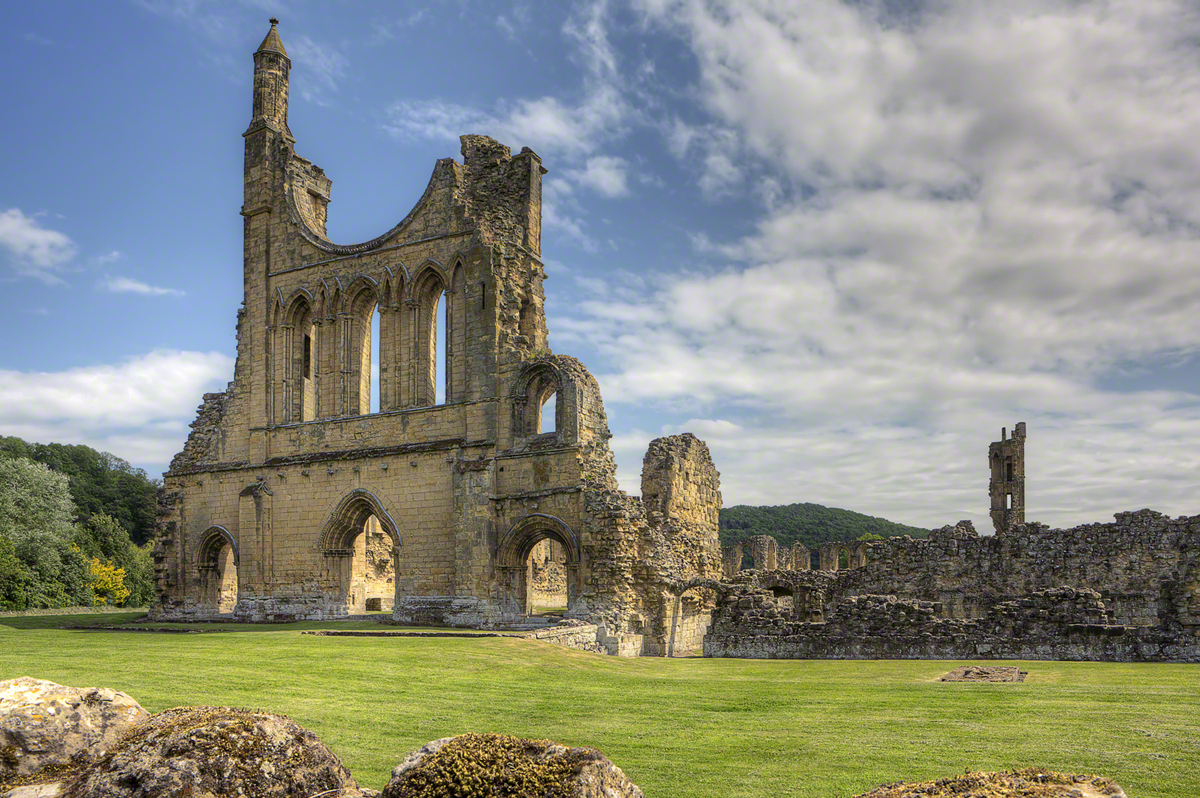

半島修道院（Byland Abbey）是英國的一個修道院遺跡，位於北約克沼澤國家公園內。這座修道院始建於1135年1月。1538年被解散時，修道院僅剩25名僧侶。現在該修道院由英格蘭遺產所有管理。2017年10月，半島修道院的西面（包括著名的玫瑰花窗）進行了大規模的維護，以修復水災帶來的損壞。這座修道院玫瑰花窗的下半部分也是約克大教堂玫瑰花窗的靈感來源。